# 聖索菲亞教堂 (索菲亞)

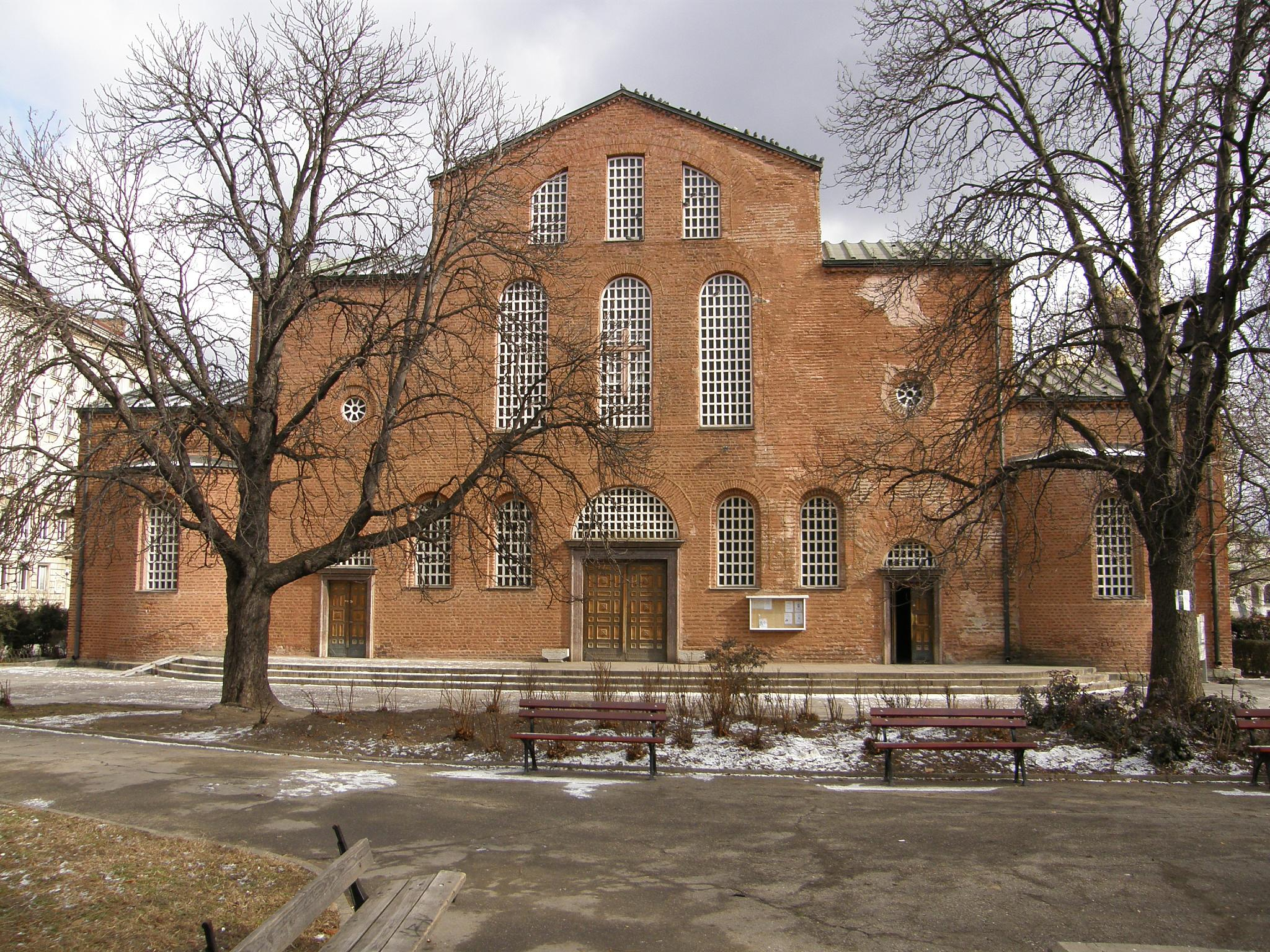

聖索菲亞教堂是位於保加利亞首都索菲亞的一座教堂，也是索菲亞歷史第二久的教堂。教堂的歷史可以追溯至西元6世紀。聖若瑟主教座堂和聖路易主教座堂並為天主教索菲亞暨普羅夫迪夫教區的主教座堂。

## 外部連結
- Historical photographs of the Saint Sophia Church （页面存档备份，存于）
- 3D Model of the Church （页面存档备份，存于）